# الخرابة (المقصابة)

تعديل مصدري - تعديل

الخرابة محلة تابعة لقرية المقصابة، التابعة لعزلة المزارقة بمديرية حزم العدين إحدى مديريات محافظة إب في الجمهورية اليمنية، بلغ تعداد سكانها 31 حسب تعداد اليمن لعام 2004.